# Rather Lie
Rather Lie è un singolo del rapper statunitense Playboi Carti e del cantante canadese The Weeknd, pubblicato il 26 marzo 2025 come primo estratto dal terzo album in studio del primo Music.

## Classifiche
| Classifica (2025)   | Posizione massima |
| ------------------- | ----------------- |
| Arabia Saudita      | 9                 |
| Australia           | 16                |
| Austria             | 12                |
| Canada              | 9                 |
| Danimarca           | 35                |
| Emirati Arabi Uniti | 8                 |
| Francia             | 42                |
| Grecia              | 8                 |
| Irlanda             | 27                |
| Islanda             | 11                |
| Lettonia            | 2                 |
| Lituania            | 7                 |
| Lussemburgo         | 12                |
| Medio Oriente       | 5                 |
| Nordafrica          | 14                |
| Norvegia            | 31                |
| Nuova Zelanda       | 7                 |
| Paesi Bassi         | 41                |
| Polonia             | 6                 |
| Portogallo          | 14                |
| Regno Unito         | 10                |
| Repubblica Ceca     | 12                |
| Slovacchia          | 12                |
| Stati Uniti         | 17                |
| Sudafrica           | 12                |
| Svezia              | 49                |
| Svizzera            | 8                 |

## Date di pubblicazione
| Paese                 | Data          | Formato                | Etichetta  | Nota   |
| --------------------- | ------------- | ---------------------- | ---------- | ------ |
| Stati Uniti d'America | 26 marzo 2025 | Rhythmic contemporary  | Interscope | [ 2 ]  |
| Italia                | 28 marzo 2025 | Contemporary hit radio | EMI        | [ 22 ] |